# Параизу (Санта-Катарина)
Параизу (порт. Paraíso)  —  муниципалитет в Бразилии, входит в штат Санта-Катарина. Составная часть мезорегиона Запад штата Санта-Катарина. Входит в экономико-статистический  микрорегион Сан-Мигел-ду-Уэсти. Население составляет 3908 человек на 2006 год. Занимает площадь 178,607 км². Плотность населения — 21,9 чел./км².

## Статистика
- Валовой внутренний продукт на 2003 составляет 31.469.830,00 реалов (данные: Бразильский институт географии и статистики).
- Валовой внутренний продукт на душу населения на 2003 составляет 7.293,12 реалов (данные: Бразильский институт географии и статистики).
- Индекс развития человеческого потенциала на 2000 составляет 0,773 (данные: Программа развития ООН).